# Єжи Глоговський

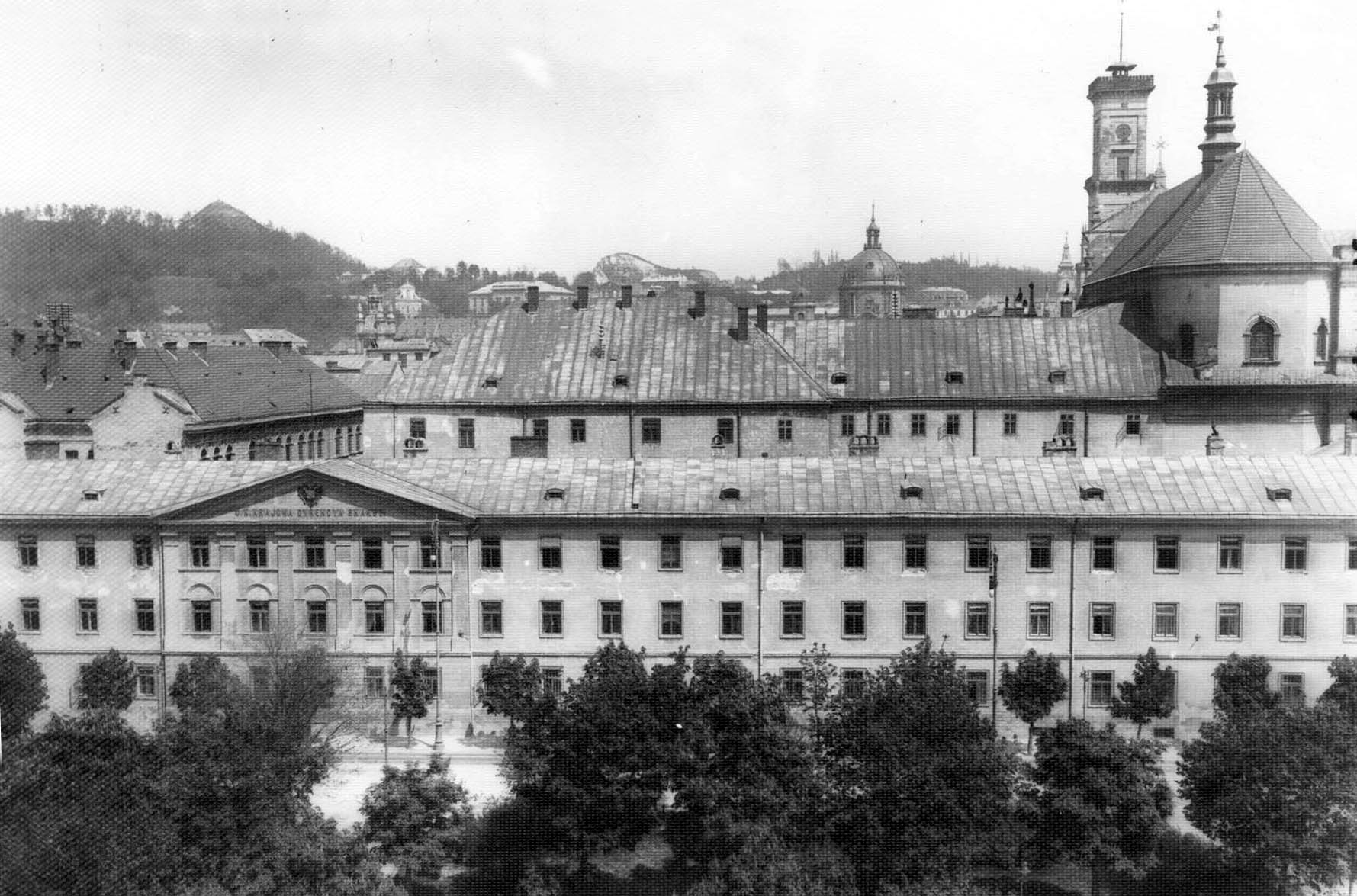
Будинок Губерніального уряду на Гетьманських валах. Розібраний у 1943—1947 роках

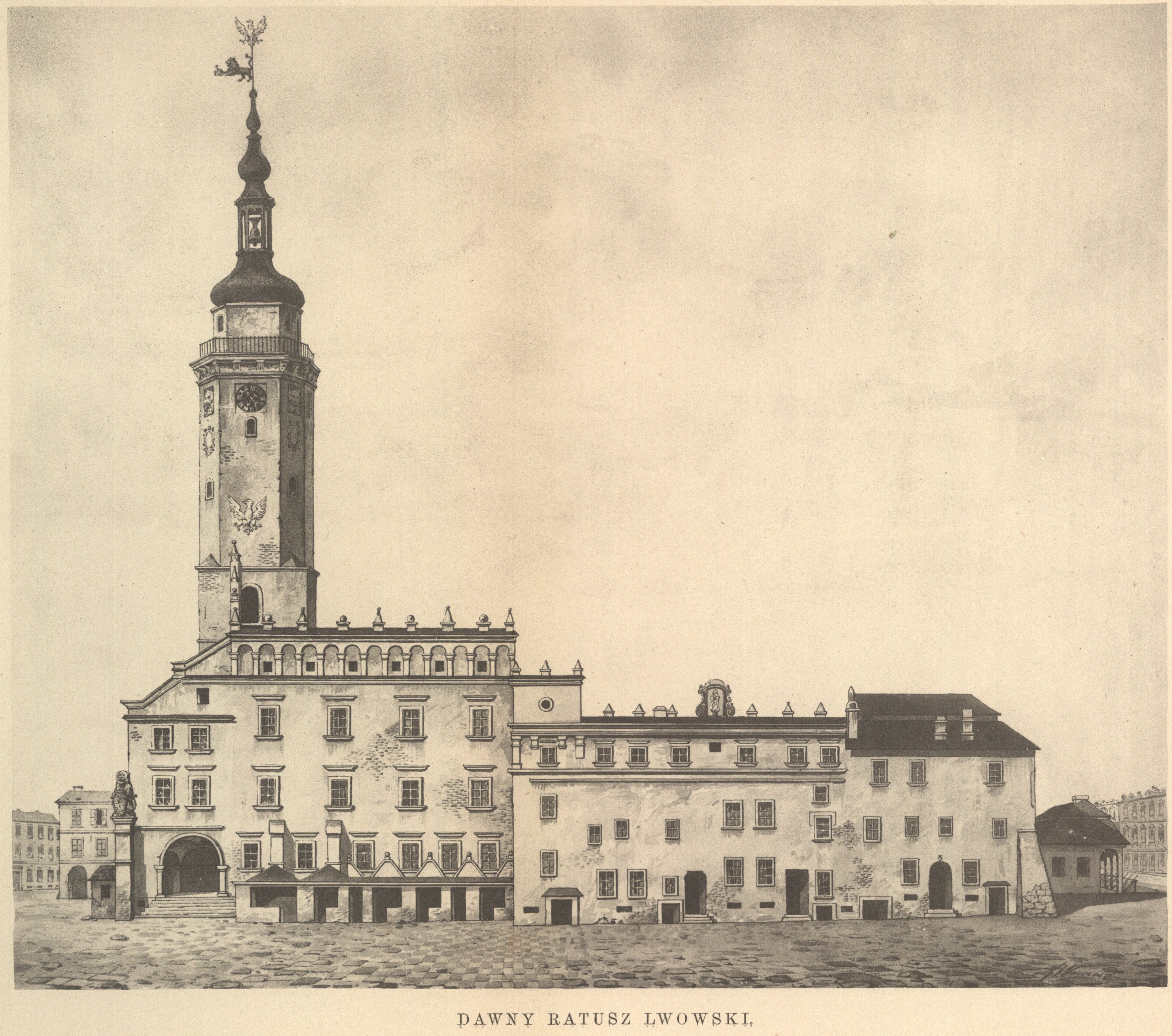
Стара львівська ратуша. Акварель Глоговського, зроблена до 1826 року

Єжи Глоговський (або Ґлоґовський, іноді Юрій Якович Глоговський; пол. Jerzy Głogowski, 1777, Львів — 15 вересня 1838, Львів) — польський художник, архітектор, етнограф. Представник польського шляхетського роду Ґлоґовських гербу Ґжимала.

## Біографія
Народився 1777 року у Львові у польській шляхетській сім'ї гербу Ґжимала.
Ймовірно, від початку 1790-х років навчався малярству у львівського художника Остапа Білявського.
Протягом 1803—1809 років — урядовий архітектор і геометр Кракова. Працював на відновленні Краківських фортифікацій. 1809 року переїхав до Львова. Працював ад'юнктом Галицької дирекції будівництва. Відомо, що 1811 року за відсутності керівника дирекції Глоговський своїм підписом затвердив проект фасаду львівської Колегії піарів під час перебудови на шпиталь. Це може свідчити про високу посаду, яку займав на той час. У 1817 році Юзеф Максиміліян Оссолінський доручив йому опрацювати план перебудови приміщення колишнього монастиря сестер ордену кармеліток взутих під науковий заклад, названий його іменем, що не було реалізовано.
Член Міщанського стрілецького товариства у Львові. Прийнятий 4 жовтня 1818 року за порукою Яна Юзефа Піллера і Кароля Швайкарта. Автор однієї з медалей товариства. Медаль відома лише з описів. Згодом став почесним членом товариства.
У 1834—1836 роках здійснив ряд подорожей по західноукраїнських землях (зокрема, відомі зображення селян Могильниці, Довгого, Янова (тепер Долина) на Тернопільщині, Золотого Потоку, Підзамочка, Язлівця; міщан Бучача, Заліщиків, Хоросткова у яких йому вдалося зібрати безцінний етнографічний пейзажний матеріал для своїх акварельних замальовок. Учасник першої художньої виставки у Львові 1837 року.
Помер між 9 і 12 вересня 1838 року у Львові. Похований на Личаківському цвинтарі.

## Творчість
Займаючи протягом 30 років посаду інспектора державних новобудов в Галичині та Буковині, Глоговський справив значний вплив на формування нових принципів містобудування, охорони чи консервації архітектурних пам'яток старовини.[джерело?] Як художник-живописець та графік він намагався працювати в різноманітних доступних жанрах і техніках (олівець, перо, комбінація пера з аквареллю; мініатюри на кістці, жанри офорта та літографії: «Собака над могилою», «Лев, князь руський, засновник Львова», що датуються 1820-ми рр.). Глоговський виконував також ескізи тріумфальних брам, декорацій для урочистих подій, катафалків. Автор єдиного збереженого зображення старої ратуші (акварель).
Але з-посеред численної групи Львівських художників XVIII — XIX століть Глоговський, окрім вже згаданого циклу малюнків «Український народний одяг», вирізняється документальними акварельними студіями давніх, здебільшого сьогодні вже неіснуючих архітектурних споруд («Види міських укріплень Кракова»), серією копій ряду творів західноукраїнського парсунного живопису XVI—XVII століть, зокрема портрету-корогви Богдан Хмельницького із с. Підгірців, Григорія Гуляницького з с. Лаврова (1836), портрету Станіслава Жолкевського з м. Сеняви, (усі — 1837) та ін.

## Архітектура
- Ремонт брам і веж краківських фортифікацій близько 1803 року.[16]
- Проєкт перебудови оборонної Вежі римарів у Львові на дзвіницю монастиря домініканців. Реалізовано 1811 року. 1852 року дзвіницю майже повністю розібрано.[17]
- Проєкт перебудови палацу Потоцьких у Новосілках для потреб монастиря Сестер милосердя. Створений близько 1811 року. Невідомо, чи був реалізований. Зберігається в архіві монастиря цього згромадження у Кракові.[18]
- Проєкт нової ратуші у Львові. Співавтори Франц Трешер, Йозеф Маркль, Алоїз Вондрашка. Протягом 1827—1835 років очолював будівництво.[19]
- Участь у розбудові блоку адміністративних споруд на Гетьманських валах (нині парна сторона проспекту Свободи) і площі Каструм. Співавтори Алоїз Вондрашка, Франц Гелман, Вільгельм Штенґель. Будинок розібрано у 1943—1947 роках.[20]
- Проект ратуші для міста Стрий (1816).[21]

## «Український народний одяг»
Серед найвидатніших художніх напрацювань Глоговського на першому місці знаходиться великий цикл акварелей «Український народний одяг» (1834—1836), тематично поділений на дрібніші цикли («Галицькі одяги», «Львівські одяги», «Старольвівські одяги», «Українські одяги», «Одяги Великого князівства Литовського» та ін.). У творах цього циклу з документальною точністю (за власними натурними замальовками) зафіксував особливості народного одягу українського населення міст, містечок і сіл Східної Галичини («Селянка з околиць Бродів», «Міщанка з Олеська», «Селянин з-під Рави», «Селянин з околиць Белза», «Дівчина з-під Стрия», «Парубок із Старого Чорткова», «Заможний селянин з Язлівця» та числ. ін.), а також використав окремі джерела XVIII століття (гравюри Т. Калинського, Я. Норблена тощо).
Ян Павліковський придбав понад 100 робіт художника для своєї збірки в Медиці. Акварелі, загальною кількістю понад 1700 робіт на аркушах однакового формату 50×70 см, зберігаються нині у відділі мистецтв Львівської національної наукової бібліотеки України імені Василя Стефаника.

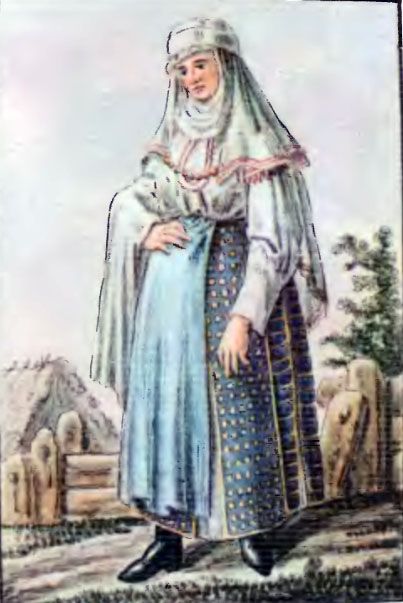
Українська селянка
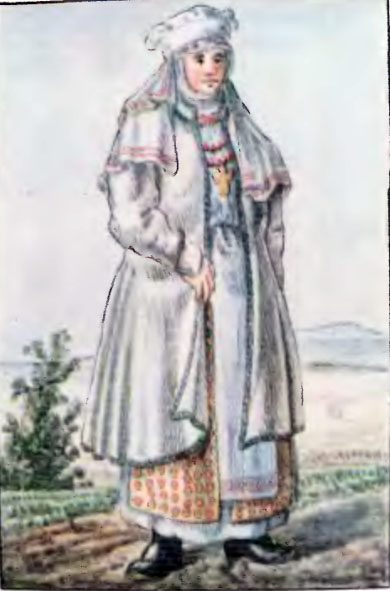
Українська селянка у святковому вбранні
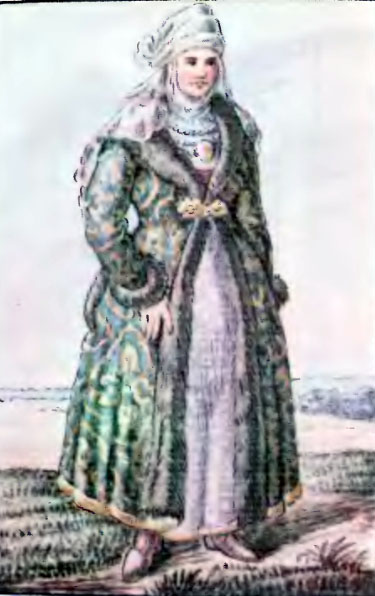
Заможна жінка у давньому одязі
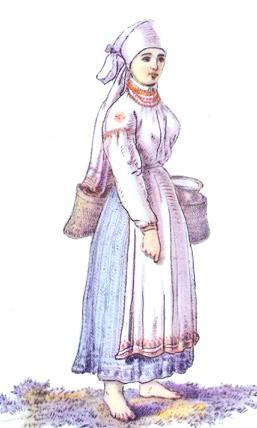
Селянка з Яворівщини
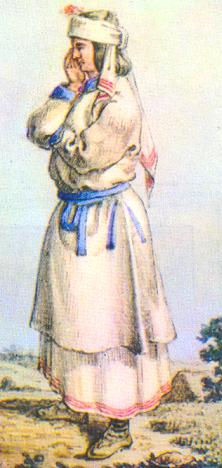
Молодиця з-під Стрия
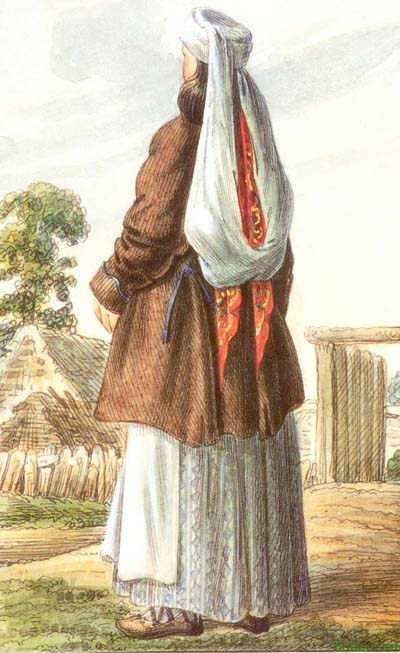
Селянка з с. Гошів Долинського району Івано-Франківської області

## Вшанування
1938 року на честь Єжи Глоговського у Львові названо вулицю (від 1950 року — вулиця Грузинська).